# Dekalog, Drei
Dekalog, Drei ist ein polnischer Fernsehfilm aus dem Jahr 1990. Als der dritte Teil der Dekalog-Reihe des Regisseurs Krzysztof Kieślowski behandelt der Film das dritte Gebot Du sollst den Sabbat heilig halten.

## Inhalt
Eine Familie feiert Weihnachten. Der Taxifahrer Janusz kommt als Weihnachtsmann von der Arbeit zur Familie nach Haus, und sie begehen gemeinsam den Heiligen Abend. Traditionell geht die Familie anschließend in die Christmette. Hier sieht Janusz kurz seine ehemalige Geliebte Ewa. Der Abend geht seinen gewohnten Gang daheim weiter. Plötzlich klingelt es an der Tür. Janusz verlässt die Familie, da angeblich jemand sein Auto stehlen möchte. Tatsächlich trifft er Ewa, die ihren Ehemann verzweifelt sucht. Seiner Frau berichtet er, dass sein Taxi tatsächlich gestohlen worden sei und er macht sich mit Ewa in ebendiesem Taxi auf, um ihren Mann in der Stadt zu finden. Seine Ehefrau meldet den Diebstahl, überzeugt von der Richtigkeit des Gesagten, bei der Polizei. Die Polizei erwischt das Fahrzeug, doch Janusz kann sich als Besitzer ausweisen und die peinliche Situation lösen. Ewa gesteht Janusz, dass ihr Ehemann sich bereits vor Jahren von ihr getrennt hat und sie die übliche Weihnachtseinsamkeit nicht ertragen konnte und deshalb zu Janusz kam. Sie sagt, sie habe sich zum Ziel gesetzt, mit ihm irgendwie die ganze Nacht bis 7 Uhr morgens zusammen zu sein, und sie habe das Gefühl, wenn ihr das gelänge, würde alles wieder gut. Dieses Ziel hat sie erreicht. Wieder zu Hause wird Janusz von seiner Ehefrau erwartet, die mit sechstem Sinn ihn mit Ewa konfrontiert. Er verspricht ihr, sich nicht mehr mit ihr zu treffen.

## Kritik
„Ein trotz düsterer Akzente hoffnungsfroh stimmender ‚Nachtfilm‘, der zeigt, wie unheilig bzw. unheil die Realität am ‚Heiligen Abend‘ ist; er handelt von der Kälte und der Sehnsucht nach Wärme und ist visuell ebenso einfach wie eindringlich umgesetzt.“